# FIA-Formel-3-Rennwochenende in Ungarn 2024
Das FIA-Formel-3-Rennwochenende in Ungarn 2024 war der achte Lauf der FIA-Formel-3-Meisterschaft 2024 und fand vom 19. bis 21. Juli auf dem Hungaroring in Mogyoród statt.

## Meldeliste
Alle Teams und Fahrer verwendeten das Dallara-Chassis F3 2019, 3,4-Liter-V6-Saugmotoren von Mecachrome und Reifen von Pirelli.
| Team                  | Nr. | Fahrer                   | Chassis         | Motor             | Reifen |
| --------------------- | --- | ------------------------ | --------------- | ----------------- | ------ |
| Prema Racing          | 01  | Dino Beganovic           | Dallara F3 2019 | Mecachrome 3.4 V6 | P      |
| Prema Racing          | 02  | Gabriele Minì            | Dallara F3 2019 | Mecachrome 3.4 V6 | P      |
| Prema Racing          | 03  | Arvid Lindblad           | Dallara F3 2019 | Mecachrome 3.4 V6 | P      |
| Trident               | 04  | Leonardo Fornaroli       | Dallara F3 2019 | Mecachrome 3.4 V6 | P      |
| Trident               | 05  | Sami Meguetounif         | Dallara F3 2019 | Mecachrome 3.4 V6 | P      |
| Trident               | 06  | Santiago Ramos           | Dallara F3 2019 | Mecachrome 3.4 V6 | P      |
| MP Motorsport         | 07  | Tim Tramnitz             | Dallara F3 2019 | Mecachrome 3.4 V6 | P      |
| MP Motorsport         | 08  | Kacper Sztuka            | Dallara F3 2019 | Mecachrome 3.4 V6 | P      |
| MP Motorsport         | 09  | Alex Dunne               | Dallara F3 2019 | Mecachrome 3.4 V6 | P      |
| Campos Racing         | 10  | Oliver Goethe            | Dallara F3 2019 | Mecachrome 3.4 V6 | P      |
| Campos Racing         | 11  | Sebastián Montoya        | Dallara F3 2019 | Mecachrome 3.4 V6 | P      |
| Campos Racing         | 12  | Mari Boya                | Dallara F3 2019 | Mecachrome 3.4 V6 | P      |
| Hitech Pulse-Eight    | 14  | Luke Browning            | Dallara F3 2019 | Mecachrome 3.4 V6 | P      |
| Hitech Pulse-Eight    | 15  | Martinius Stenshorne     | Dallara F3 2019 | Mecachrome 3.4 V6 | P      |
| Hitech Pulse-Eight    | 16  | Cian Shields             | Dallara F3 2019 | Mecachrome 3.4 V6 | P      |
| Jenzer Motorsport     | 17  | Charlie Wurz             | Dallara F3 2019 | Mecachrome 3.4 V6 | P      |
| Jenzer Motorsport     | 18  | Max Esterson             | Dallara F3 2019 | Mecachrome 3.4 V6 | P      |
| Jenzer Motorsport     | 19  | Matías Zagazeta          | Dallara F3 2019 | Mecachrome 3.4 V6 | P      |
| Van Amersfoort Racing | 20  | Noel León                | Dallara F3 2019 | Mecachrome 3.4 V6 | P      |
| Van Amersfoort Racing | 21  | Sophia Flörsch           | Dallara F3 2019 | Mecachrome 3.4 V6 | P      |
| Van Amersfoort Racing | 22  | Tommy Smith              | Dallara F3 2019 | Mecachrome 3.4 V6 | P      |
| ART Grand Prix        | 23  | Christian Mansell        | Dallara F3 2019 | Mecachrome 3.4 V6 | P      |
| ART Grand Prix        | 24  | Laurens van Hoepen       | Dallara F3 2019 | Mecachrome 3.4 V6 | P      |
| ART Grand Prix        | 25  | Nikola Zolow             | Dallara F3 2019 | Mecachrome 3.4 V6 | P      |
| AIX Racing            | 26  | Tasanapol Inthraphuvasak | Dallara F3 2019 | Mecachrome 3.4 V6 | P      |
| AIX Racing            | 27  | Nikita Bedrin            | Dallara F3 2019 | Mecachrome 3.4 V6 | P      |
| AIX Racing            | 28  | Joshua Dufek             | Dallara F3 2019 | Mecachrome 3.4 V6 | P      |
| Rodin Motorsport      | 29  | Callum Voisin            | Dallara F3 2019 | Mecachrome 3.4 V6 | P      |
| Rodin Motorsport      | 30  | Piotr Wiśnicki           | Dallara F3 2019 | Mecachrome 3.4 V6 | P      |
| Rodin Motorsport      | 31  | Joseph Loake             | Dallara F3 2019 | Mecachrome 3.4 V6 | P      |

## Klassifikationen

### Qualifying
| Pos.                                                                                     | Fahrer                   | Team                  | Zeit     | SPR | HAU |
| ---------------------------------------------------------------------------------------- | ------------------------ | --------------------- | -------- | --- | --- |
| 01                                                                                       | Laurens van Hoepen       | ART Grand Prix        | 1:33,935 | 12  | 01  |
| 02                                                                                       | Nikola Zolow             | ART Grand Prix        | 1:34,168 | 11  | 02  |
| 03                                                                                       | Leonardo Fornaroli       | Trident               | 1:34,173 | 10  | 03  |
| 04                                                                                       | Noel León                | Van Amersfoort Racing | 1:34,174 | 09  | 04  |
| 05                                                                                       | Santiago Ramos           | Trident               | 1:34,182 | 08  | 05  |
| 06                                                                                       | Sami Meguetounif         | Trident               | 1:34,524 | 07  | 06  |
| 07                                                                                       | Tim Tramnitz             | MP Motorsport         | 1:34,531 | 06  | 07  |
| 08                                                                                       | Christian Mansell        | ART Grand Prix        | 1:34,582 | 05  | 08  |
| 09                                                                                       | Callum Voisin            | Rodin Carlin          | 1:34,607 | 04  | 09  |
| 10                                                                                       | Tasanapol Inthraphuvasak | AIX Racing            | 1:34,685 | 03  | 10  |
| 11                                                                                       | Nikita Bedrin            | AIX Racing            | 1:34,697 | 02  | 11  |
| 12                                                                                       | Dino Beganovic           | Prema Racing          | 1:34,805 | 01  | 12  |
| 13                                                                                       | Gabriele Minì            | Prema Racing          | 1:34,872 | 13  | 13  |
| 14                                                                                       | Oliver Goethe            | Campos Racing         | 1:34,938 | 14  | 14  |
| 15                                                                                       | Luke Browning            | Hitech Pulse-Eight    | 1:34,951 | 15  | 15  |
| 16                                                                                       | Max Esterson             | Jenzer Motorsport     | 1:35,042 | 16  | 16  |
| 17                                                                                       | Joseph Loake             | Rodin Carlin          | 1:35,061 | 17  | 17  |
| 18                                                                                       | Charlie Wurz             | Jenzer Motorsport     | 1:35,087 | 18  | 18  |
| 19                                                                                       | Mari Boya                | Campos Racing         | 1:35,105 | 19  | 19  |
| 20                                                                                       | Matías Zagazeta          | Jenzer Motorsport     | 1:35,110 | 20  | 20  |
| 21                                                                                       | Arvid Lindblad           | Prema Racing          | 1:35,225 | 21  | 21  |
| 22                                                                                       | Martinius Stenshorne     | Hitech Pulse-Eight    | 1:35,386 | 22  | 22  |
| 23                                                                                       | Piotr Wiśnicki           | Rodin Carlin          | 1:35,388 | 25  | 23  |
| 24                                                                                       | Cian Shields             | Hitech Pulse-Eight    | 1:35,517 | 23  | 24  |
| 25                                                                                       | Alex Dunne               | MP Motorsport         | 1:35,658 | 28  | 25  |
| 26                                                                                       | Kacper Sztuka            | MP Motorsport         | 1:35,750 | 27  | 26  |
| 27                                                                                       | Sophia Flörsch           | Van Amersfoort Racing | 1:35,851 | 24  | 27  |
| 28                                                                                       | Tommy Smith              | Van Amersfoort Racing | 1:36,493 | 26  | 28  |
| 107-Prozent-Zeit: 1:40,510 min (bezogen auf die Pole-Position-Bestzeit von 1:33,935 min) |                          |                       |          |     |     |
| –                                                                                        | Sebastián Montoya        | Campos Racing         | 1:51,025 | 29  | 29  |
| DSQ                                                                                      | Joshua Dufek             | AIX Racing            | 1:34,414 | 30  | 30  |
| Quelle:                                                                                  |                          |                       |          |     |     |

Anmerkungen
1. ↑  Luke Browning setzte die 7. schnellste Qualifying-Zeit, allerdings wurde seine schnellste Rundenzeit nachträglich gestrichen (Verursachung einer roten Flagge); seine zweitschnellste Zeit qualifizierte ihn für Platz 15.
2. ↑  Piotr Wiśnicki erhielt eine Drei-Plätze-Strafrückversetzung für das Sprintrennen da er Dino Beganovic im Qualifying behinderte.
3. ↑  Alex Dunne erhielt eine Zehn-Plätze-Strafrückversetzung für das Sprintrennen da er im Silverstone-Hauptrennen auf unsicherer Weise auf die Strecke fuhr.
4. ↑  Kacper Sztuka erhielt eine Drei-Plätze-Strafrückversetzung für das Sprintrennen da er Sebastián Montoya im Qualifying behinderte.
5. ↑  Sebastián Montoya scheiterte um elf Sekunden an der Qualifikation zur Rennteilnahme (107-Prozent-Regel), erhielt aber von den Rennkommissaren aufgrund von akzeptablen Rundenzeiten im Training dennoch die Starterlaubnis.
6. ↑  Joshua Dufek setzte die 6. schnellste Qualifying-Zeit, wurde aber aufgrund eines technischen Verstoßes (zu geringes Fahrzeuggewicht) nachträglich disqualifiziert.

### Sprintrennen
| Pos.                                                                          | Fahrer                   | Team                  | Runden | Zeit       | Start | Schnellste Runde |
| ----------------------------------------------------------------------------- | ------------------------ | --------------------- | ------ | ---------- | ----- | ---------------- |
| 01                                                                            | Nikita Bedrin            | AIX Racing            | 18     | 29:41,355  | 02    | 1:36,185 (18.)   |
| 02                                                                            | Tasanapol Inthraphuvasak | AIX Racing            | 18     | + 1,560    | 03    | 1:36,794 (18.)   |
| 03                                                                            | Dino Beganovic           | Prema Racing          | 18     | + 2,189    | 01    | 1:36,931 (16.)   |
| 04                                                                            | Tim Tramnitz             | MP Motorsport         | 18     | + 2,629    | 06    | 1:36,827 (18.)   |
| 05                                                                            | Christian Mansell        | ART Grand Prix        | 18     | + 3,483    | 05    | 1:36,882 (12.)   |
| 06                                                                            | Callum Voisin            | Rodin Carlin          | 18     | + 3,980    | 04    | 1:36,861 (17.)   |
| 07                                                                            | Leonardo Fornaroli       | Trident               | 18     | + 4,398    | 10    | 1:36,718 (17.)   |
| 08                                                                            | Luke Browning            | Hitech Pulse-Eight    | 18     | + 4,909    | 15    | 1:36,637 (09.)   |
| 09                                                                            | Laurens van Hoepen       | ART Grand Prix        | 18     | + 5,488    | 12    | 1:36,826 (09.)   |
| 10                                                                            | Sami Meguetounif         | Trident               | 18     | + 5,814    | 07    | 1:36,596 (09.)   |
| 11                                                                            | Oliver Goethe            | Campos Racing         | 18     | + 6,511    | 14    | 1:36,725 (09.)   |
| 12                                                                            | Noel León                | Van Amersfoort Racing | 18     | + 7,183    | 09    | 1:36,592 (18.)   |
| 13                                                                            | Martinius Stenshorne     | Hitech Pulse-Eight    | 18     | + 8,174    | 22    | 1:36,289 (16.)   |
| 14                                                                            | Gabriele Minì            | Prema Racing          | 18     | + 8,905    | 13    | 1:36,755 (10.)   |
| 15                                                                            | Arvid Lindblad           | Prema Racing          | 18     | + 9,367    | 21    | 1:36,458 (17.)   |
| 16                                                                            | Max Esterson             | Jenzer Motorsport     | 18     | + 11,259   | 16    | 1:36,739 (10.)   |
| 17                                                                            | Charlie Wurz             | Jenzer Motorsport     | 18     | + 11,890   | 18    | 1:36,803 (10.)   |
| 18                                                                            | Mari Boya                | Campos Racing         | 18     | + 12,434   | 19    | 1:36,727 (09.)   |
| 19                                                                            | Sebastián Montoya        | Campos Racing         | 18     | + 12,888   | 29    | 1:36,717 (11.)   |
| 20                                                                            | Alex Dunne               | MP Motorsport         | 18     | + 13,440   | 28    | 1:36,750 (11.)   |
| 21                                                                            | Cian Shields             | Hitech Pulse-Eight    | 18     | + 13,885   | 23    | 1:36,743 (15.)   |
| 22                                                                            | Joshua Dufek             | AIX Racing            | 18     | + 17,716   | 30    | 1:36,946 (15.)   |
| 23                                                                            | Sophia Flörsch           | Van Amersfoort Racing | 18     | + 18,100   | 24    | 1:36,847 (15.)   |
| 24                                                                            | Piotr Wiśnicki           | Rodin Carlin          | 18     | + 19,032   | 25    | 1:36,989 (LL.)   |
| 25                                                                            | Tommy Smith              | Van Amersfoort Racing | 18     | + 19,562   | 26    | 1:36,982 (14.)   |
| 26                                                                            | Joseph Loake             | Rodin Carlin          | 18     | + 32,830   | 17    | 1:35,669 (16.)   |
| 27                                                                            | Kacper Sztuka            | MP Motorsport         | 18     | + 59,688   | 27    | 1:36,649 (16.)   |
| 28                                                                            | Santiago Ramos           | Trident               | 18     | + 1:00,617 | 08    | 1:35,819 (17.)   |
| 29                                                                            | Nikola Zolow             | ART Grand Prix        | 18     | + 1:10,224 | 11    | 1:36,353 (11.)   |
| –                                                                             | Matías Zagazeta          | Jenzer Motorsport     | 0      | DNF        | 20    | keine Zeit       |
| Schnellste Rennrunde, die für Punkte berechtigt ist: Nikita Bedrin (1:36,185) |                          |                       |        |            |       |                  |
| Quelle:                                                                       |                          |                       |        |            |       |                  |

Anmerkungen
1. ↑  Nikola Zolow erhielt eine Zehn-Sekunden-Strafe (Verursachung eines Unfalles), die auf die Endzeit aufaddiert wurde; er verlor eine Position im Endresultat.

### Hauptrennen
| Pos.                                                                              | Fahrer                   | Team                  | Runden | Zeit      | Start | Schnellste Runde |
| --------------------------------------------------------------------------------- | ------------------------ | --------------------- | ------ | --------- | ----- | ---------------- |
| 01                                                                                | Nikola Zolow             | ART Grand Prix        | 23     | 38:54,231 | 02    | 1:36,037 (04.)   |
| 02                                                                                | Noel León                | Van Amersfoort Racing | 23     | + 1,114   | 04    | 1:36,011 (04.)   |
| 03                                                                                | Leonardo Fornaroli       | Trident               | 23     | + 1,439   | 03    | 1:35,848 (04.)   |
| 04                                                                                | Christian Mansell        | ART Grand Prix        | 23     | + 1,781   | 08    | 1:35,691 (04.)   |
| 05                                                                                | Santiago Ramos           | Trident               | 23     | + 2,091   | 05    | 1:35,814 (06.)   |
| 06                                                                                | Callum Voisin            | Rodin Carlin          | 23     | + 2,497   | 09    | 1:36,484 (05.)   |
| 07                                                                                | Nikita Bedrin            | AIX Racing            | 23     | + 2,751   | 11    | 1:36,543 (05.)   |
| 08                                                                                | Oliver Goethe            | Campos Racing         | 23     | + 3,304   | 14    | 1:36,012 (03.)   |
| 09                                                                                | Dino Beganovic           | Prema Racing          | 23     | + 4,008   | 12    | 1:36,488 (03.)   |
| 10                                                                                | Mari Boya                | Campos Racing         | 23     | + 4,443   | 19    | 1:36,344 (03.)   |
| 11                                                                                | Gabriele Minì            | Prema Racing          | 23     | + 5,040   | 13    | 1:36,648 (03.)   |
| 12                                                                                | Luke Browning            | Hitech Pulse-Eight    | 23     | + 5,139   | 15    | 1:36,523 (05.)   |
| 13                                                                                | Martinius Stenshorne     | Hitech Pulse-Eight    | 23     | + 5,786   | 22    | 1:36,588 (07.)   |
| 14                                                                                | Tasanapol Inthraphuvasak | AIX Racing            | 23     | + 6,785   | 10    | 1:36,560 (05.)   |
| 15                                                                                | Max Esterson             | Jenzer Motorsport     | 23     | + 7,190   | 16    | 1:36,600 (05.)   |
| 16                                                                                | Alex Dunne               | MP Motorsport         | 23     | + 7,748   | 18    | 1:36,676 (19.)   |
| 17                                                                                | Cian Shields             | Hitech Pulse-Eight    | 23     | + 8,206   | 24    | 1:36,803 (04.)   |
| 18                                                                                | Kacper Sztuka            | MP Motorsport         | 23     | + 9,211   | 26    | 1:36,558 (05.)   |
| 19                                                                                | Sebastián Montoya        | Campos Racing         | 23     | + 9,453   | 29    | 1:36,526 (05.)   |
| 20                                                                                | Tim Tramnitz             | MP Motorsport         | 23     | + 9,850   | 07    | 1:36,256 (06.)   |
| 21                                                                                | Piotr Wiśnicki           | Rodin Carlin          | 23     | + 10,377  | 23    | 1:36,675 (05.)   |
| 22                                                                                | Joshua Dufek             | AIX Racing            | 23     | + 11,456  | 30    | 1:36,833 (08.)   |
| 23                                                                                | Sophia Flörsch           | Van Amersfoort Racing | 23     | + 11,792  | 27    | 1:36,848 (08.)   |
| 24                                                                                | Tommy Smith              | Van Amersfoort Racing | 23     | + 16,104  | 28    | 1:36,868 (06.)   |
| 25                                                                                | Sami Meguetounif         | Trident               | 23     | + 38,783  | 06    | 1:35,293 (18.)   |
| 26                                                                                | Joseph Loake             | Rodin Carlin          | 22     | + 1 Runde | 17    | 1:35,683 (18.)   |
| 27                                                                                | Matías Zagazeta          | Jenzer Motorsport     | 20     | DNF       | 20    | 1:36,606 (04.)   |
| 28                                                                                | Arvid Lindblad           | Prema Racing          | 20     | DNF       | 21    | 1:36,876 (04.)   |
| –                                                                                 | Charlie Wurz             | Jenzer Motorsport     | 01     | DNF       | 18    | keine Zeit       |
| –                                                                                 | Laurens van Hoepen       | ART Grand Prix        | 23     | DSQ       | 01    | 1:36,016 (03.)   |
| Schnellste Rennrunde, die für Punkte berechtigt ist: Christian Mansell (1:35,691) |                          |                       |        |           |       |                  |
| Quelle:                                                                           |                          |                       |        |           |       |                  |

Anmerkungen
1. ↑  Tommy Smith erhielt eine Fünf-Sekunden-Strafe (abkürzen), die auf die Endzeit aufaddiert wurde; er verlor zwei Positionen im Endresultat.
2. ↑  Laurens van Hoepen beendete das Rennen auf Platz zwei, wurde aber aufgrund eines technischen Verstoßes (zu geringes Fahrzeuggewicht) nachträglich disqualifiziert.

## Meisterschafts-Stände nach dem Rennwochenende
Beim Hauptrennen (HAU) bekamen die ersten Zehn des Rennens 25, 18, 15, 12, 10, 8, 6, 4, 2 bzw. 1 Punkt(e). Beim Sprintrennen (SPR) erhielten die ersten Zehn des Rennens 10, 9, 8, 7, 6, 5, 4, 3, 2 bzw. 1 Punkt(e). Die zusätzlichen zwei Punkte für die Pole-Position im Hauptrennen gingen an Laurens van Hoepen, der Extrapunkt für die schnellste Rennrunde wurde an Christian Mansell (HAU) sowie Nikita Bedrin (SPR) vergeben.

### Fahrerwertung
| Pos. | Fahrer             | Team                  | Punkte |
| ---- | ------------------ | --------------------- | ------ |
| 01   | Gabriele Minì      | Prema Racing          | 119    |
| 02   | Luke Browning      | Hitech Pulse-Eight    | 115    |
| 03   | Arvid Lindblad     | Prema Racing          | 113    |
| 04   | Leonardo Fornaroli | Trident               | 112    |
| 05   | Christian Mansell  | ART Grand Prix        | 97     |
| 06   | Dino Beganovic     | Prema Racing          | 90     |
| 07   | Oliver Goethe      | Campos Racing         | 89     |
| 08   | Nikola Zolow       | ART Grand Prix        | 75     |
| 09   | Tim Tramnitz       | MP Motorsport         | 54     |
| 10   | Laurens van Hoepen | ART Grand Prix        | 53     |
| 11   | Noel León          | Van Amersfoort Racing | 52     |
| 12   | Sami Meguetounif   | Trident               | 43     |
| 13   | Mari Boya          | Campos Racing         | 41     |
| 14   | Callum Voisin      | Rodin Carlin          | 35     |
| 15   | Alex Dunne         | MP Motorsport         | 29     |
| 16   | Santiago Ramos     | Trident               | 28     |

| Pos. | Fahrer                   | Team                  | Punkte |
| ---- | ------------------------ | --------------------- | ------ |
| 17   | Martinius Stenshorne     | Hitech Pulse-Eight    | 26     |
| 18   | Nikita Bedrin            | AIX Racing            | 25     |
| 19   | Sebastián Montoya        | Campos Racing         | 16     |
| 20   | Tommy Smith              | Van Amersfoort Racing | 12     |
| 21   | Charlie Wurz             | Jenzer Motorsport     | 10     |
| 22   | Piotr Wiśnicki           | Rodin Carlin          | 10     |
| 23   | Tasanapol Inthraphuvasak | AIX Racing            | 9      |
| 24   | Matías Zagazeta          | Jenzer Motorsport     | 8      |
| 25   | Joseph Loake             | Rodin Carlin          | 8      |
| 26   | Kacper Sztuka            | MP Motorsport         | 6      |
| 27   | Max Esterson             | Jenzer Motorsport     | 5      |
| 28   | Sophia Flörsch           | Van Amersfoort Racing | 0      |
| 29   | Cian Shields             | Hitech Pulse-Eight    | 0      |
| 30   | Joshua Dufek             | AIX Racing            | 0      |
| 31   | James Wharton            | AIX Racing            | 0      |
| 32   | James Hedley             | Jenzer Motorsport     | 0      |

### Teamwertung
| Pos. | Konstrukteur       | Punkte |
| ---- | ------------------ | ------ |
| 01   | Prema Racing       | 322    |
| 02   | ART Grand Prix     | 225    |
| 03   | Trident            | 183    |
| 04   | Campos Racing      | 146    |
| 05   | Hitech Pulse-Eight | 141    |

| Pos. | Konstrukteur          | Punkte |
| ---- | --------------------- | ------ |
| 06   | MP Motorsport         | 89     |
| 07   | Van Amersfoort Racing | 64     |
| 08   | Rodin Motorsport      | 53     |
| 09   | AIX Racing            | 34     |
| 10   | Jenzer Motorsport     | 23     |